# Drimys microphylla
Drimys microphylla är en tvåhjärtbladig växtart som beskrevs av A. C. Smith. Drimys microphylla ingår i släktet Drimys och familjen Winteraceae. Inga underarter finns listade.